# Cereus braunii
Cereus braunii es una especie de la familia Cactaceae endémica de Bolivia en  Beni. Actualmente es sinónimo de Cereus trigonodendron.

## Descripción
Cactus de crecimiento arbóreo, de hasta 3 m de altura con tallos de 10 a 20 cm de diámetro con 4 a 5 costillas y 5 o 6 espinas de 3,5 a 5 cm de largo. Tiene las flores de color blanco de 28 cm.

## Taxonomía
Cereus braunii fue descrita por Cárdenas y publicado en Succulenta (Netherlands) 1956(1): 2. 1956.
Etimología
Cereus: nombre genérico que deriva del término latíno cereus = "cirio o vela" que alude a su forma alargada, perfectamente recta".
braunii: epíteto otorgado en honor del agrónomo boliviano Otto Braun.